# Ronja, la hija del bandolero
Ronja, la hija del bandolero es un libro para niños de Astrid Lindgren, publicado en 1981 con el título "Ronja Rövardotter" en Suecia. Las ilustraciones originales son de Ilon Wikland. El libro ha sido traducido a numerosos idiomas y ha tenido éxito internacional.

## Acción
Ronja es la hija del jefe de salteadores Mattis y su esposa Lovis. Crece en la Fortaleza de Mattis (Mattisburg). La "fortaleza" resulta ser un castillo abandonado, partido a la mitad por un rayo que cayó el día en que Ronja nació. Después de la tormenta, el castillo resulta ocupado, en mitades opuestas, por las bandas rivales de ladrones de Mattis y de Borka. Un día, Ronja conoce Birk Borkason, el hijo del capitán de ladrones hostiles Borka y su esposa Undis. Ronja y Birk se convierten en amigos, contra la voluntad de sus padres. A medida que el conflicto entre los dos clanes aumenta, Ronja y Birk escapan y comienzan a vivir juntos en una cueva del bosque. El anhelo de Mattis para recuperar a su hija lo lleva finalmente a contactar Borka para resolver la rivalidad entre los bandoleros. Todo el libro es una parábola sobre la libertad de elección de la infancia, el cariño (y los conflictos) entre padre e hija, el descubrimiento de la independencia y el amor, la sabiduría de la vida en contacto con la naturaleza, y sobre la tolerancia en su sentido más amplio.

## Películas y musicales

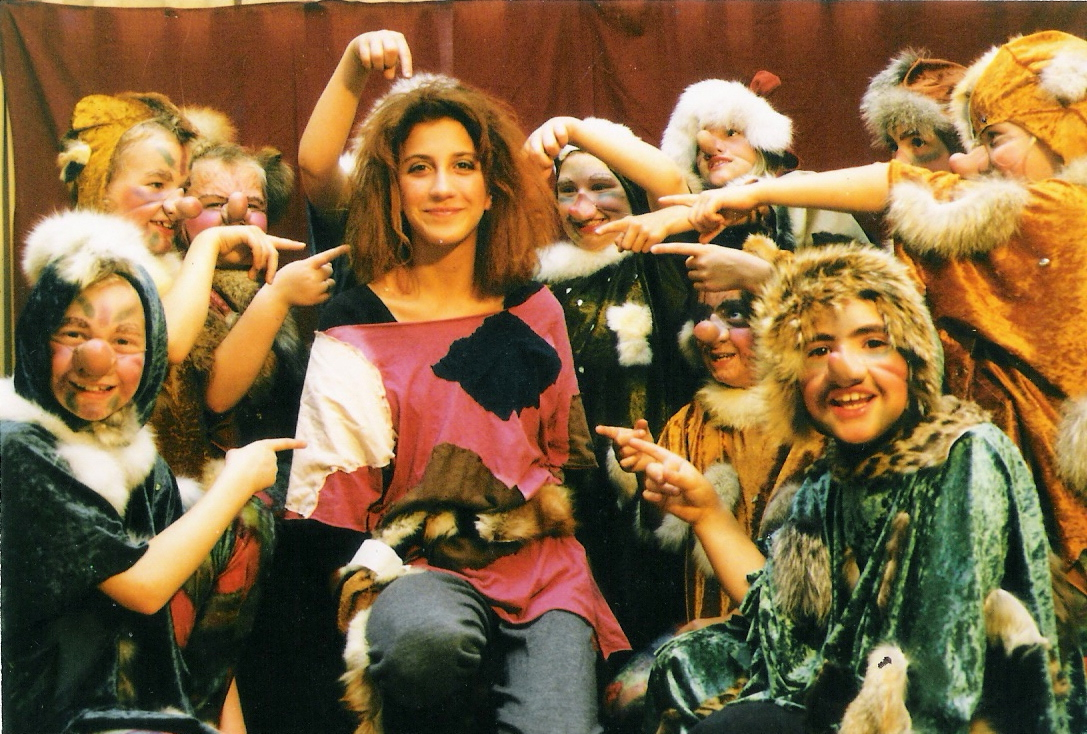
Ronja en el bosque (musical de Axel Bergstedt)

El libro fue filmado en 1984 con gran éxito por Tage Danielsson para el cine; la película se muestra a veces por televisión como una miniserie. 
Existen diferentes versiones para el teatro. En 1994 se estrenó en Szczecin, Polonia, y Hamburgo, Alemania el espectáculo de teatro musical "Ronja Räubertochter" por el compositor brasileño Axel Bergstedt con orquesta y más de un centenar de participantes, en alemán.

## Literatura
- Astrid Lindgren, Ronja la hija del bandolero, Editorial Juventud, ISBN 978-84-261-3386-1.